# M80
M80（也稱為NGC 6093）是位於天蝎座的一個球狀星團，在1781年被梅西耶發現。
M80的位置在心宿二（天蝎座α）和房宿四（天蝎座β）的中間，是銀河中有豐富星雲的場所。使用最普通的業餘望遠鏡就能看見，看似一個顏色斑駁的光球。

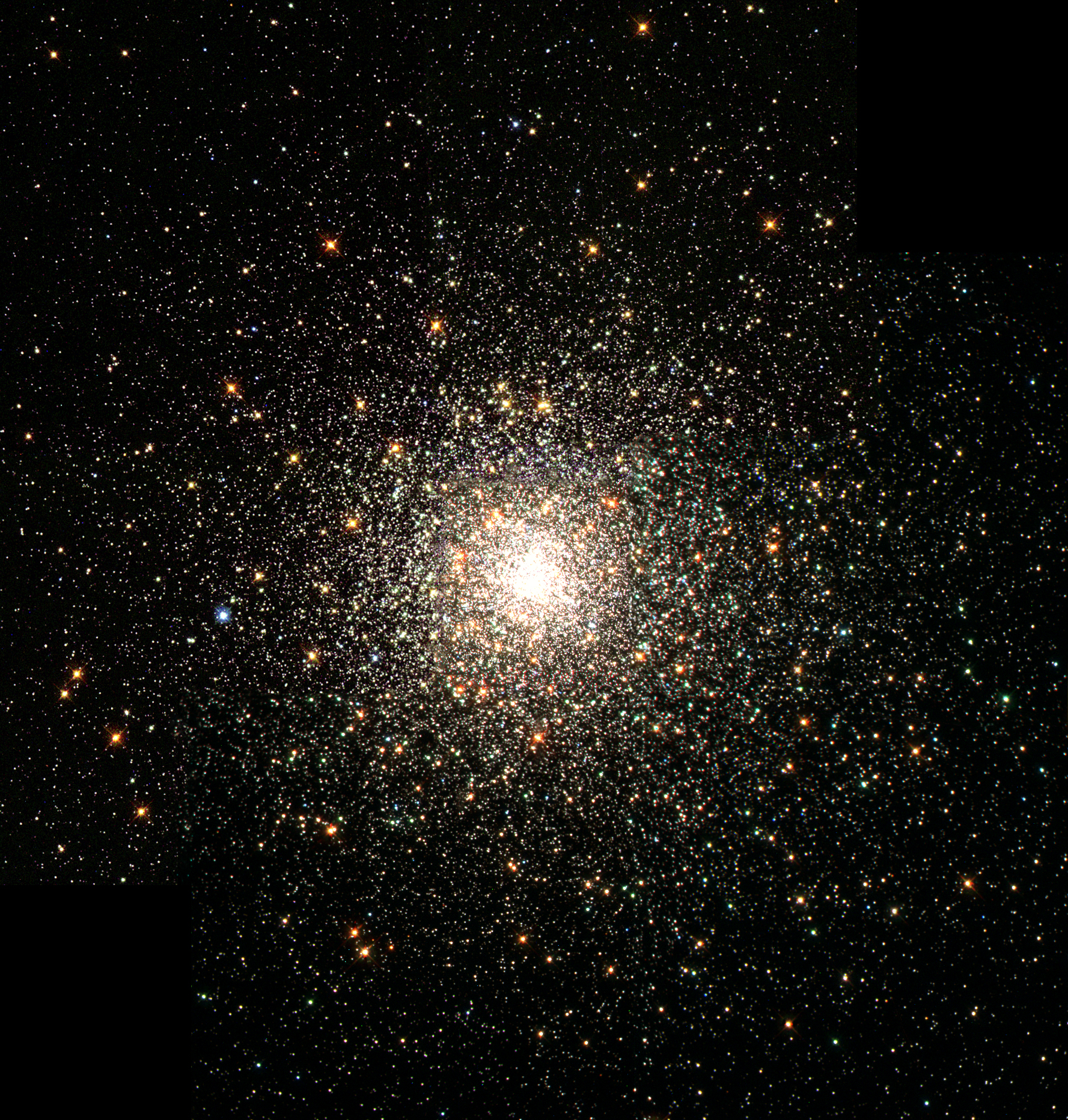
哈伯太空望遠鏡的影像

M80位於銀河系中球狀星團密集的區域，距離估計是32,600光年，在天空中的跨度大約是10' ，真實的直徑大約是95光年，並且包含數十萬顆的恆星。M80有相當數量的藍掉隊星，這是看來比星團本身年輕許多的恆星。這些恆星被認為是與星團中其他鄰近的成員遭遇而失去了外層的氣體，或是在密集的星團之間與其他恆星碰撞的結果。來自哈伯太空望遠鏡的影像顯示藍掉隊星所在處的恆星密度非常的高，暗示在星群中心發生恆星碰撞與捕獲的頻率非常高。
在1860年5月21日，在M80發現了一顆新星，使他的視星等達到+7.0等。這顆新星被給予天蝎座 T的變星名稱，絕對星等高達-8.5等，曾經短暫的照亮了整個星團。

## 外部連結
- Messier 80, SEDS Messier pages
- Astronomy Picture of the Day description （页面存档备份，存于）